# Jodan srebra
Jodan srebra, nazwa Stocka: jodan(V) srebra, AgIO
3 – nieorganiczny związek chemiczny, sól kwasu jodowego i srebra. Tworzy białe kryształy, praktycznie nierozpuszczalne w wodzie, iloczyn rozpuszczalności wynosi 3,17×10−8.